# ويليام ألبرت
ويليام ألبرت (بالإنجليزية: William Albert)‏ هو سياسي أمريكي، ولد في 4 أغسطس 1816 في بالتيمور في الولايات المتحدة، وتوفي بنفس المكان في 29 مارس 1879. حزبياً، نشط في الحزب الجمهوري. وقد انتخب عضو مجلس النواب الأمريكي (4 مارس 1873 – 3 مارس 1875).